# Лашери
Лашери, также Нефёдовское — исчезнувшая деревня Торопецкого района Тверской области. Располагалась на территории Василёвского сельского поселения.

## История

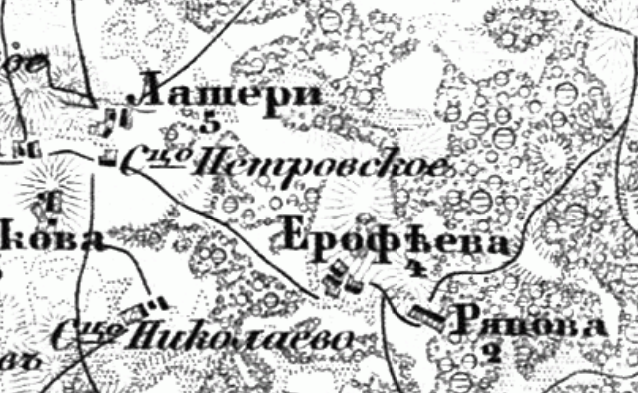
Окрестности деревни на карте конца 19 века

Деревня впервые упоминается на топографической карте Фёдора Шуберта, изданной в 1871 году. Имела 5 дворов.
В списке населённых мест Псковской губернии за 1885 год значится деревня Лашери (Нефёдовское). Располагалась при ручье в 13 верстах от уездного города. Входила в состав Туровской волости Торопецкого уезда. Имела 5 дворов и 24 жителя.
На карте РККА 1923—1941 годов обозначена деревня Лашери. Имела 19 дворов.

## География
Деревня была расположена в юго-восточной части района, примерно в 12 километрах к северо-востоку от Торопца. Ближайшим населённым пунктом являлась деревня Никулино.